# Sarmiento de Gamboa (Schiff)
Die Sarmiento de Gamboa ist ein Forschungsschiff der spanischen Forschungseinrichtung Consejo Superior de Investigaciones Científicas (CSIC).

## Geschichte
Das Schiff wurde unter der Baunummer 600 auf der Werft Construcciones Navales P. Freire in Vigo gebaut.
Das Schiff ist in Vigo stationiert. Es wird für meereskundliche Forschungsfahrten genutzt und kann dafür bis zu 40 Tage auf See bleiben. Benannt ist es nach dem spanischen Seefahrer Pedro Sarmiento de Gamboa.

## Technische Daten und Ausstattung
Der Antrieb des Schiffes erfolgt dieselelektrisch. Zwei Siemens-Elektromotoren leisten jeweils 1200 kW und treiben einen Festpropeller an. Für die Stromerzeugung stehen drei Generatoraggregate zur Verfügung. Die Siemens-Generatoren mit jeweils 1750 kVA Scheinleistung werden von drei Wärtsilä-Dieselmotoren mit jeweils 1440 kW Leistung angetrieben. Dabei handelt es sich um Viertakt-Achtzylinder-Dieselmotoren des Typs 8L20. Das Schiff ist mit einem Bugstrahlruder mit 590 kW Leistung und einem Heckstrahlruder mit 350 kW Leistung ausgestattet. Das Bugstrahlruder ist ausfahrbar und um 360° drehbar. Das Schiff verfügt über ein System zur dynamischen Positionierung.
Die Decksaufbauten befinden sich in der vorderen Hälfte des Schiffes. Die Brücke ist über die gesamte Breite geschlossen. Zur besseren Übersicht gehen die Nocken etwas über die Schiffsbreite hinaus. An Bord sind mehrere Laborräume eingerichtet. Hinter den Decksaufbauten befindet sich unter anderem ein 345 m² großes, offenes Arbeitsdeck.
Das Schiff ist mit verschiedenen Hebewerkzeugen ausgerüstet, darunter ein Heckgalgen und seitlich herunterklappbare Ausleger für das Aussetzen und Einholen von Forschungsgeräten wie beispielsweise einer CTD-Rosette. Weiterhin stehen Krane für das Bewegen von Lasten zur Verfügung. Das Schiff ist für das Schleppen von Netzen und Forschungsgeräten mit mehreren Winden ausgerüstet. Weiterhin verfügt es über verschiedene Echolot- und Sonaranlagen und ist mit zwei ausfahrbaren Instrumentenhaltern ausgerüstet. An Deck können fünf 20-Fuß-Container als Labor- oder Lagercontainer mitgeführt werden. Das Schiff ist für den Einsatz von ROV und AUV vorbereitet.